# Kiikala
Kiikala est une ancienne municipalité du sud-ouest de la Finlande, dans la région de Finlande du Sud-Ouest.
Les municipalités d'Halikko, Kiikala, Kisko, Kuusjoki, Muurla, Perniö, Pertteli, Suomusjärvi et Särkisalo ont fusionné avec Salo le 1er janvier 2009.

## Description
Le village-centre se situe à environ 10 km de la nationale 1 (E18), axe reliant Turku (85 km du village) à Helsinki (100 km). La commune, bien que petite, marque une nette transition entre les zones planes et agricoles de la vallée de l'Uskelanjoki et le relief haché par les moraines et eskers liés au Salpausselkä. On compte en tout 19 villages.
L'ancienne commune est connue pour son aérodrome, le plus important centre de vol à voile de la région. Situé à 7 km du village, il accueille également les avions de tourisme, ainsi qu'occasionnellement des rassemblements de voitures ou de motos.

## Galerie

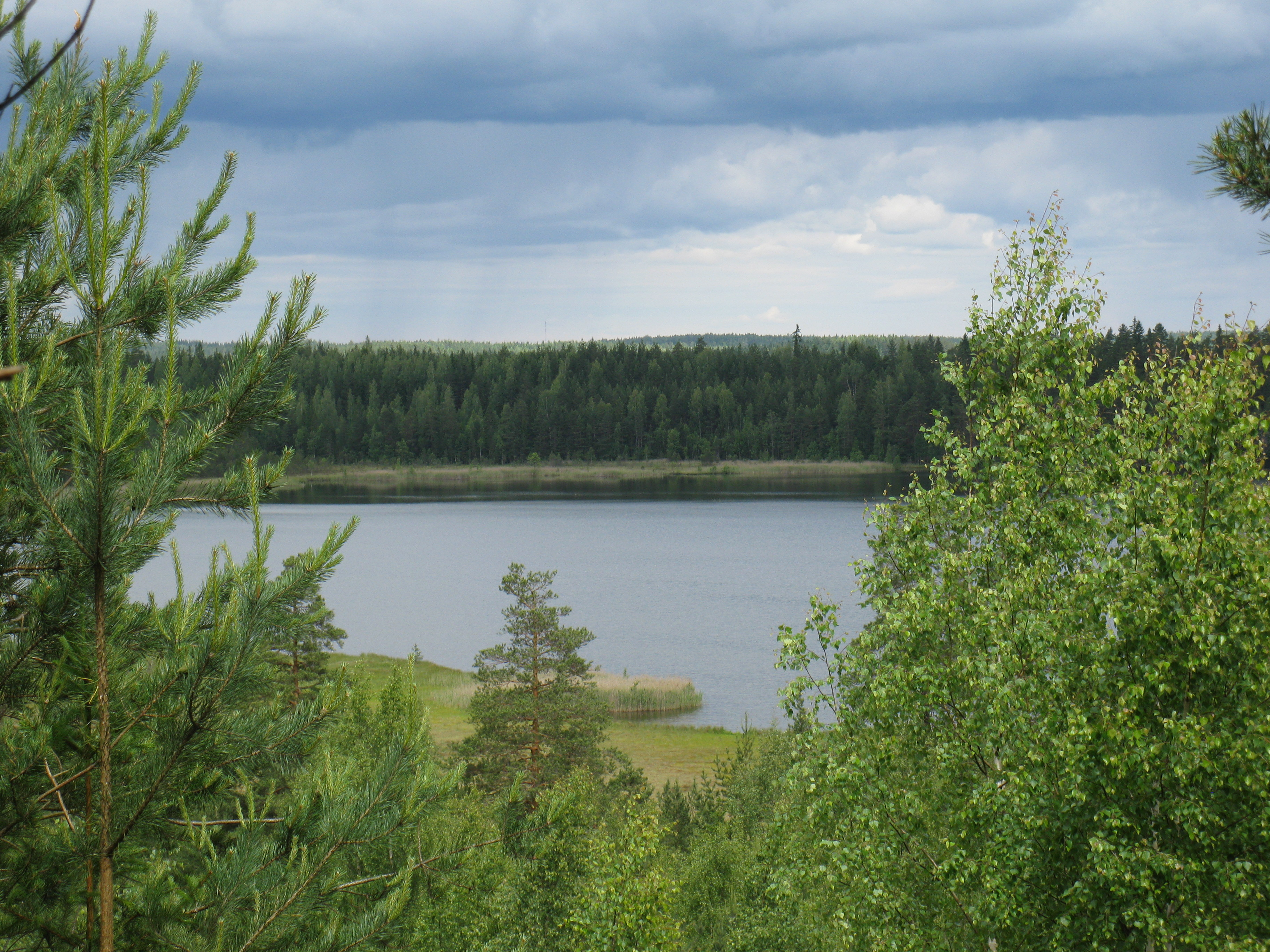
Lammenjärvi
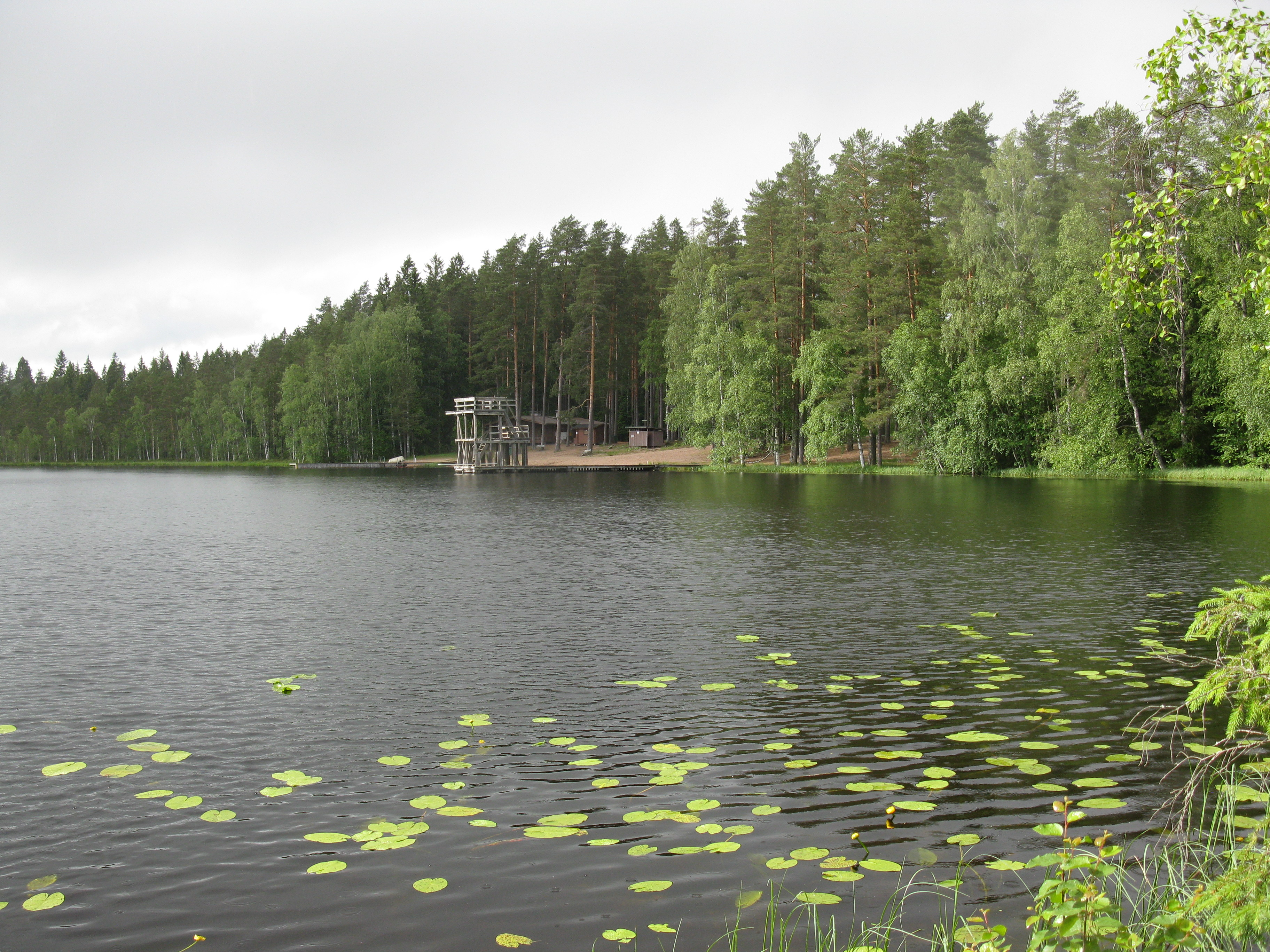
Lac Härjänvatsa
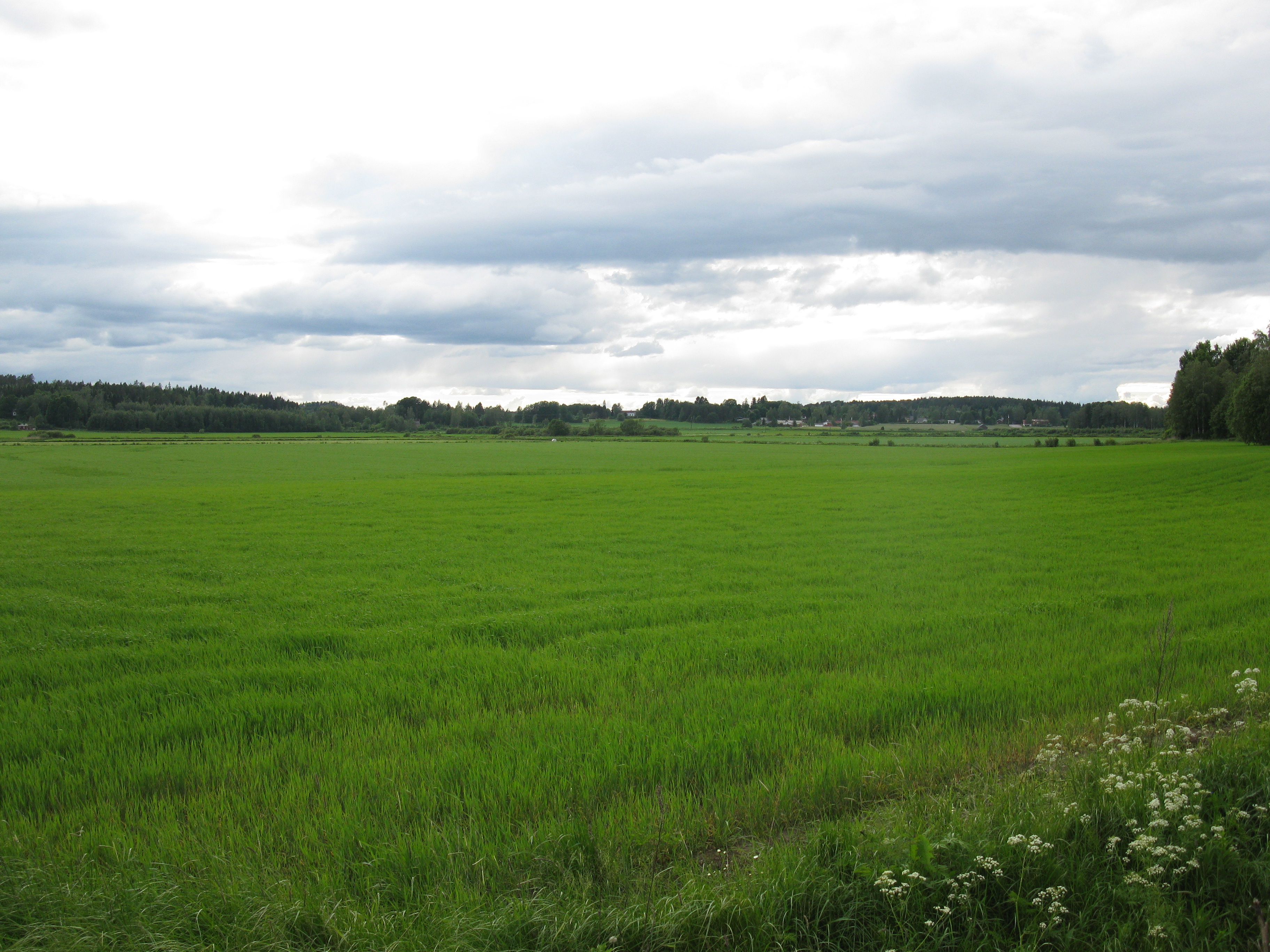
Lac Kurajärvi
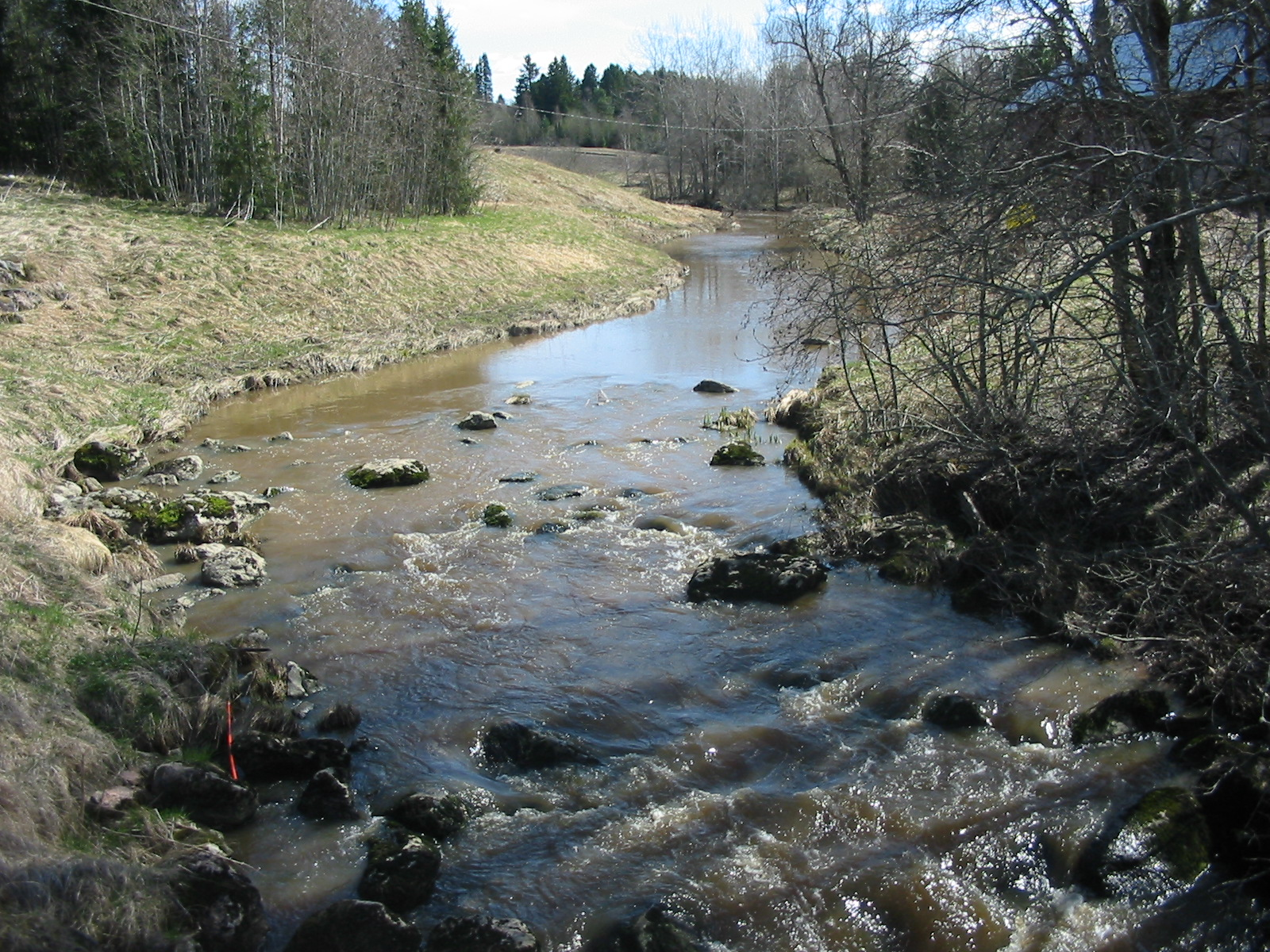
Rivière Hitolanjoki
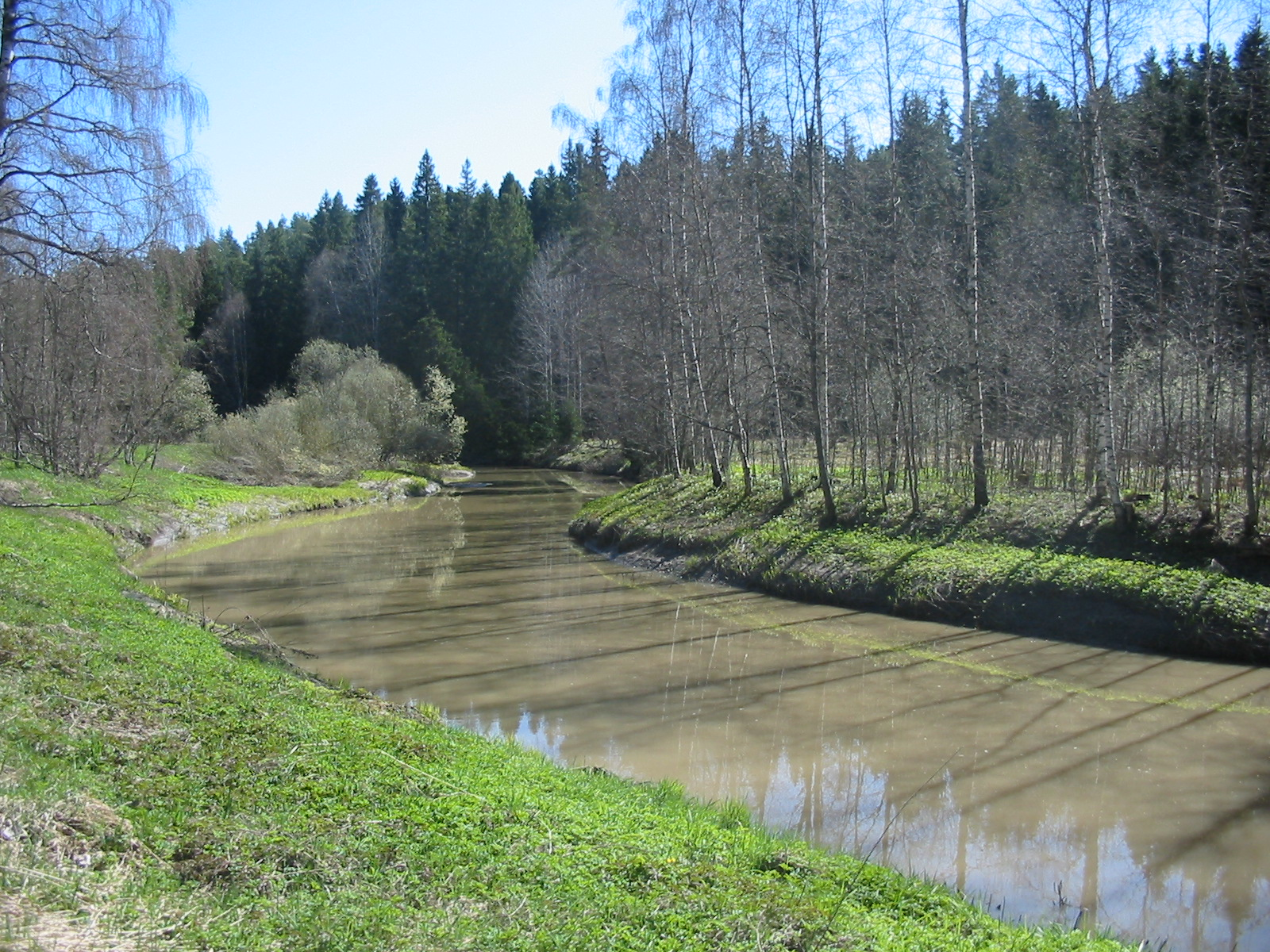
Rivière Rekijoki
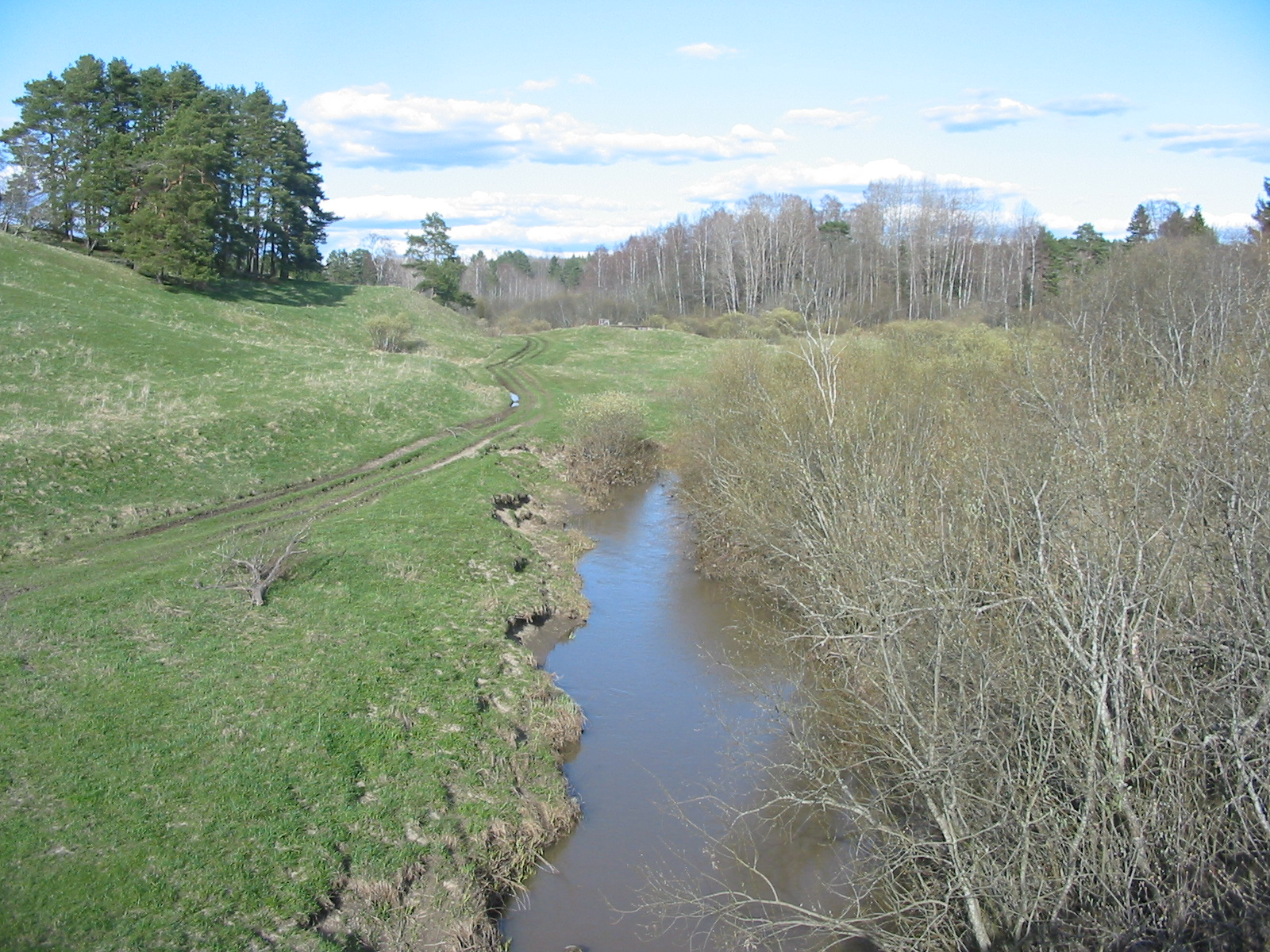
Rivière Terttilänjoki